# Exzaes pilosa
Exzaes pilosa is een pissebed uit de familie Scleropactidae. De wetenschappelijke naam van de soort is voor het eerst geldig gepubliceerd in 1977 door Ferrara.